# Iwona Daniluk
Iwona Daniluk (* 8. Juli 1973 in Kamienna Góra) ist eine ehemalige polnische Biathletin.
Iwona Daniluk lebt in Lubawka und war für MKS Karkonosze Jelenia Góra aktiv. Sie begann 1993 mit dem Biathlonsport. Zum Auftakt der Saison 1994/95 debütierte die Polin in Bad Gastein in einem Einzel im Biathlon-Weltcup und belegte den 67. Platz. Höhepunkt der ersten Saison wurden die Biathlon-Weltmeisterschaften 1995 in Antholz. In Südtirol kam sie im Sprint zum Einsatz und erreichte Rang 73. Ein Jahr später wurde sie in Ruhpolding 69. des Einzels, 70. des Sprints und mit Agata Suszka, Anna Stera-Kustusz und Halina Pitoń 13. des Staffelrennens. Auch 1997 startete Daniluk in Osrblie erneut bei Weltmeisterschaften. Im Einzel wurde die Polin 73. Karrierehöhepunkt wurden die Olympischen Winterspiele 1998 in Nagano. Bei den Wettkämpfen in Japan kam Daniluk an der Seite von Suszka, Pitoń und Stera-Kustucz erneut auf den 13. Platz. In Pokljuka, wo die nichtolympischen Rennen als Weltmeisterschaft ausgetragen wurden, wurde sie 30. der Verfolgung. In der Saison 1998/99 erreichte Daniluk in Hochfilzen mit Platz 27 ihre beste Weltcupplatzierung und verpasste dabei um zwei Plätze die Punkteränge. Höhepunkt ihrer letzten Saison wurden die Biathlon-Europameisterschaften 1999 in Ischewsk, bei denen Daniluk gemeinsam mit Iwona Grzywa, Aldona Sobczyk und Patrycja Szymura hinter der russischen Staffel die Silbermedaille gewann.

## Weltcup-Platzierungen
Die Tabelle zeigt alle Platzierungen (je nach Austragungsjahr einschließlich Olympische Spiele und Weltmeisterschaften).
- 1.–3. Platz: Anzahl der Podiumsplatzierungen
- Top 10: Anzahl der Platzierungen unter den ersten zehn (einschließlich Podium)
- Punkteränge: Anzahl der Platzierungen innerhalb der Punkteränge (einschließlich Podium und Top 10)
- Starts: Anzahl gelaufener Rennen in der jeweiligen Disziplin

| Platzierung                                        | Einzel | Sprint | Verfolgung | Massenstart | Team | Staffel | Gesamt |
| -------------------------------------------------- | ------ | ------ | ---------- | ----------- | ---- | ------- | ------ |
| 1. Platz                                           |        |        |            |             |      |         |        |
| 2. Platz                                           |        |        |            |             |      |         |        |
| 3. Platz                                           |        |        |            |             |      |         |        |
| Top 10                                             |        |        |            |             |      | 2       | 2      |
| Punkteränge                                        |        |        |            |             |      | 6       | 6      |
| Starts                                             | 19     | 24     | 4          |             |      | 6       | 53     |
| Stand: Karriereende, einschließlich WM und Olympia |        |        |            |             |      |         |        |